# Palmitos Park

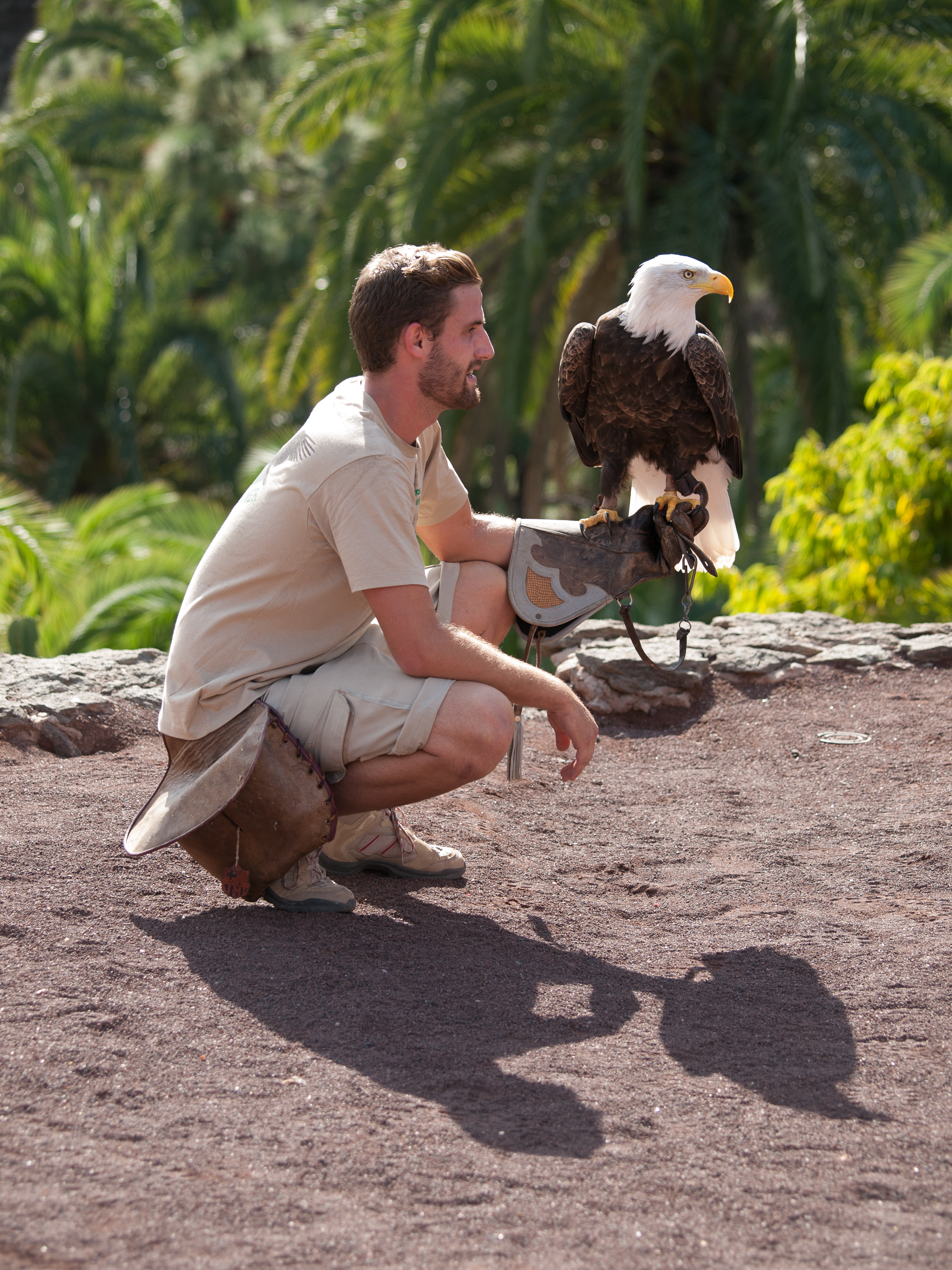
Show de aves rapaces volando en libertad.

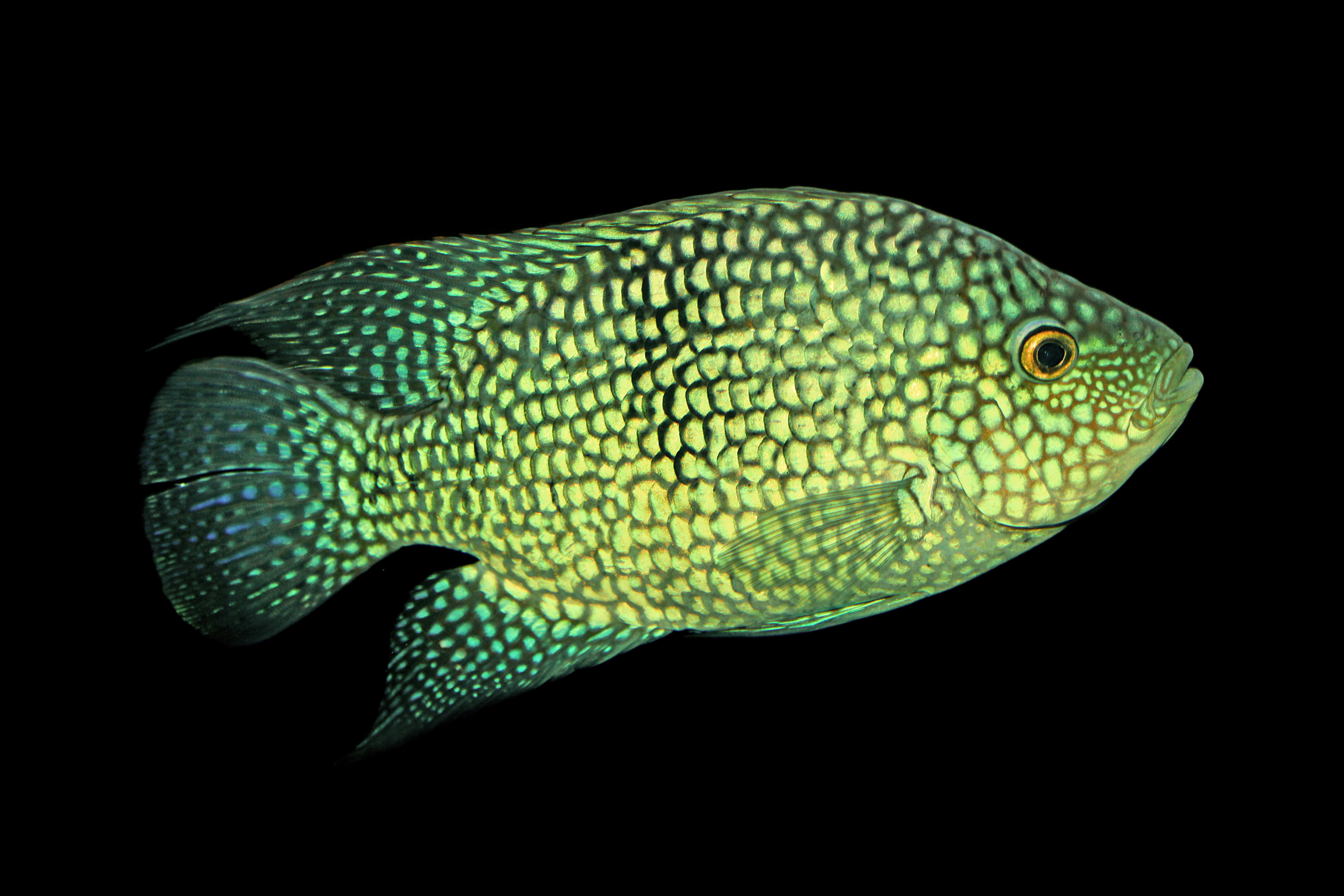
Peces en el acuario de Palmitos Park.

Palmitos Park es un jardín botánico y parque zoológico fundado en 1978 con una extensión de 240.000 m² en un valle natural, conocido como Barranco de los Palmitos, del sur de la isla de Gran Canaria, España. En este oasis subtropical situado en un entorno completamente natural se reúnen cientos de especies de animales y plantas, autóctonas o traídas de todo el mundo.
Es propiedad de la multinacional española Aspro-Ocio. No pertenece a la Asociación europea de zoos y acuarios (EAZA).

## Descripción
El parque se reabrió en 2008 después de una profunda remodelación, obligada por el incendio de julio de 2007. En la actualidad reúne más de 200 especies de árboles y plantas, autóctonas y traídas de todo el mundo y unos 500 animales distribuidos por todo el parque. A través de las diferentes instalaciones que se distribuyen el recinto, se muestran distintos ecosistemas terrestres y marinos. Los visitantes realizan un recorrido en el que tienen la oportunidad de observar diferentes especies botánicas y zoológicas, asistir a varios espectáculos o visitar el delfinario y el acuario. Se estima que unas 500.000 personas visitan anualmente el parque[cita requerida]. Es propiedad de la multinacional española Aspro-Ocio.
Entre sus atracciones más espectaculares se encuentran los shows de:
- Delfines
- Aves Rapaces en vuelo Libre
- Aves exóticas en vuelo libre
- Aves exóticas

## Colecciones
En el jardín botánico
En un entorno donde abunda la flora canaria subtropical se pueden encontrar unas 15 000 plantas
- Colección de Palmas con unas 1 000 palmeras procedentes de todo el mundo
- Casa de Orquídeas, con la mayor colección de orquídeas de todas las islas Canarias.
- Colección de cactus diseminados por todo el recinto al aire libre, con algunos ejemplares que superan los cinco metros de altura.

En el zoológico
- Simios, destacando los orangutanes que se crían para su preservación de su extinción anunciada en su medio natural.
- Colección de aves con unas 150 especies procedentes de todo el mundo, donde destacan:
  - Aguilario, donde encontramos diversas especies de aves rapaces.

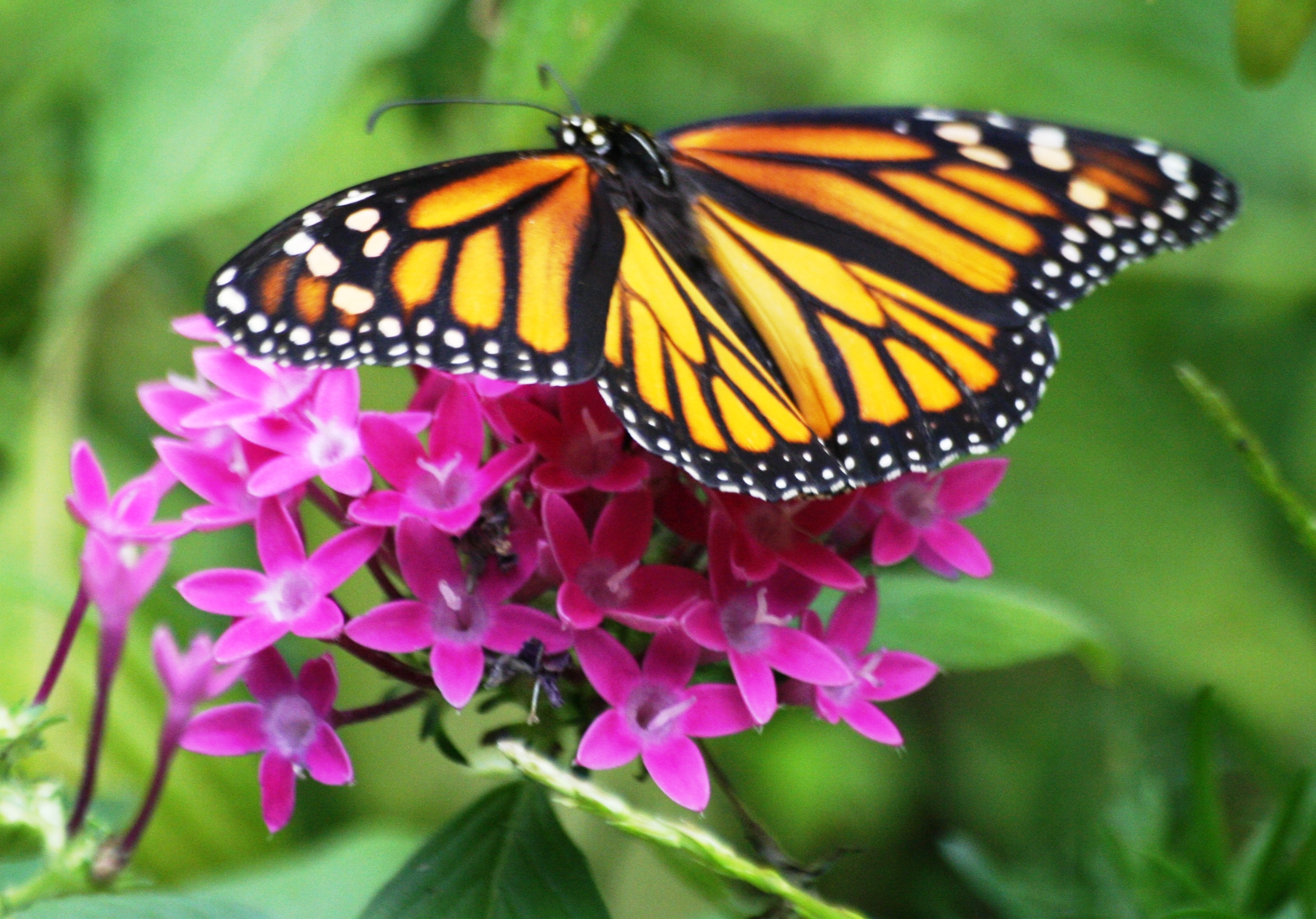
Palmitos Park tiene un amplio mariposario.

  - Palmitos Park tiene un amplio mariposario.Papagayos - con exhibiciones de sus destrezas-, tucanes, pelícanos, colibríes, etc.
- Reptiles.
- Acuario, numerosas especies de peces de zonas tropicales tanto de agua dulce como marina.
- Casa de las Mariposas, donde numerosas especies de mariposas se encuentran en un entorno de gran variedad de plantas exóticas cuyas flores les sirven de alimento.Suricata, Palmitos Park.

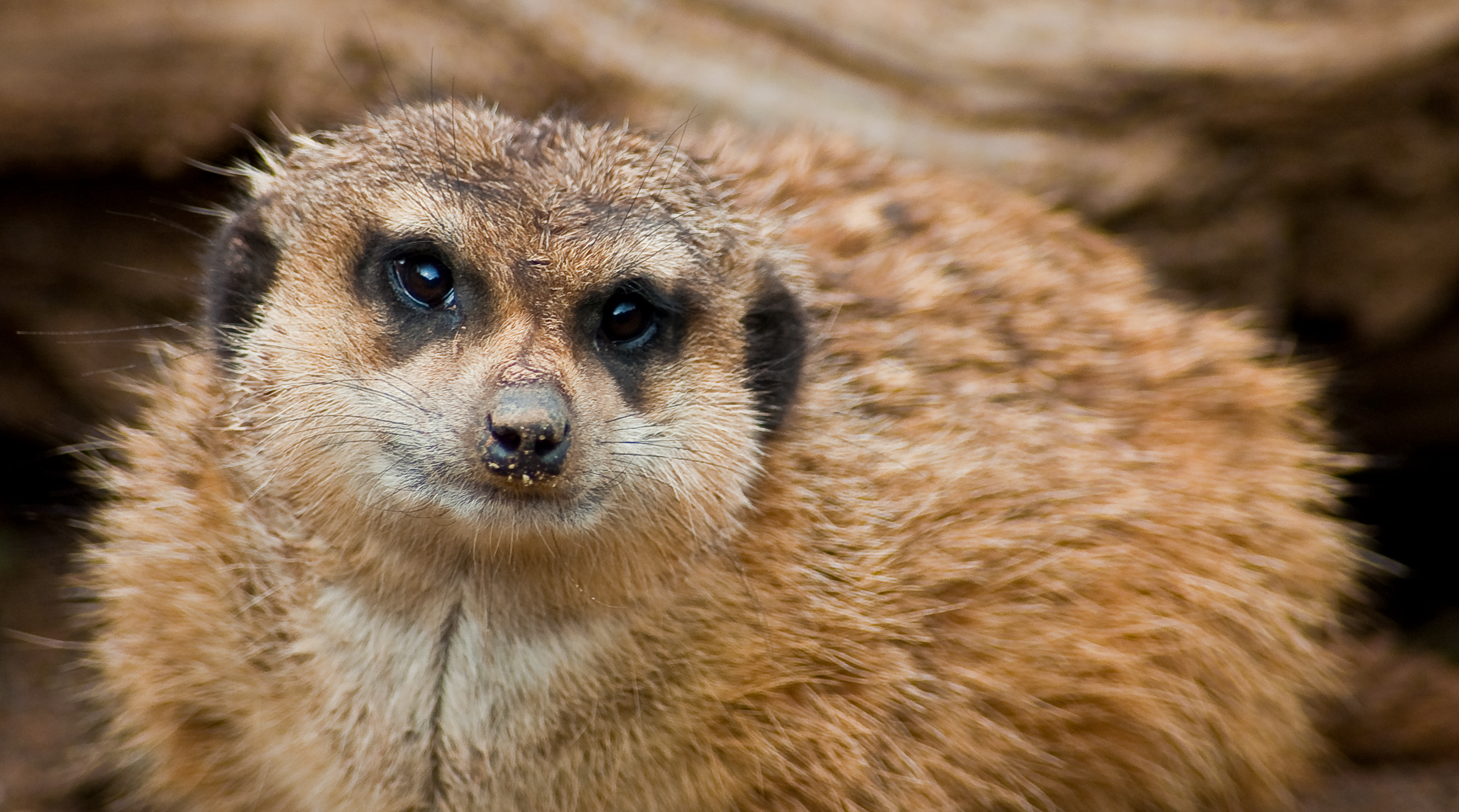
Suricata, Palmitos Park.

- Delfinario. Uno de los cuatro que existen en la Canarias, y el único de Gran Canaria. Tiene una superficie de 3.000 m², cuenta con 3 piscinas y más de 4 millones de litros de agua. La capacidad del delfinario es de 1500 personas. En el momento de su inauguración el delfinario acoge a 5 delfines mulares (Tursiops truncatus). Ahora son 6.

## Conservación, educación ambiental e investigación
Como forma de contribuir a la biodiversidad se desarrollan programas de conservación de especies de fauna silvestre, participando en los programas europeos de cría en cautividad de especies en peligro (Programa Europeo de Especies en peligro). Palmitos Park pertenece a la  Asociación Ibérica de Zoos y Acuarios (AIZA), pero no a la Asociación europea de zoos y acuarios (EAZA).
Se llevan a cabo actividades educativas dirigidas al público en general y a los escolares con el objetivo de contribuir a la concienciación de la sociedad sobre la importancia de respetar el medio ambiente y la biodiversidad. Palmitos Park también organiza cursos de formación y reciclaje para estudiantes universitarios y profesionales.
En el campo de la ciencia el parque colabora de forma habitual con universidades y centros de investigación[cita requerida]. Con aportaciones de muestras y de información contribuye al desarrollo y avance de proyectos de investigación.

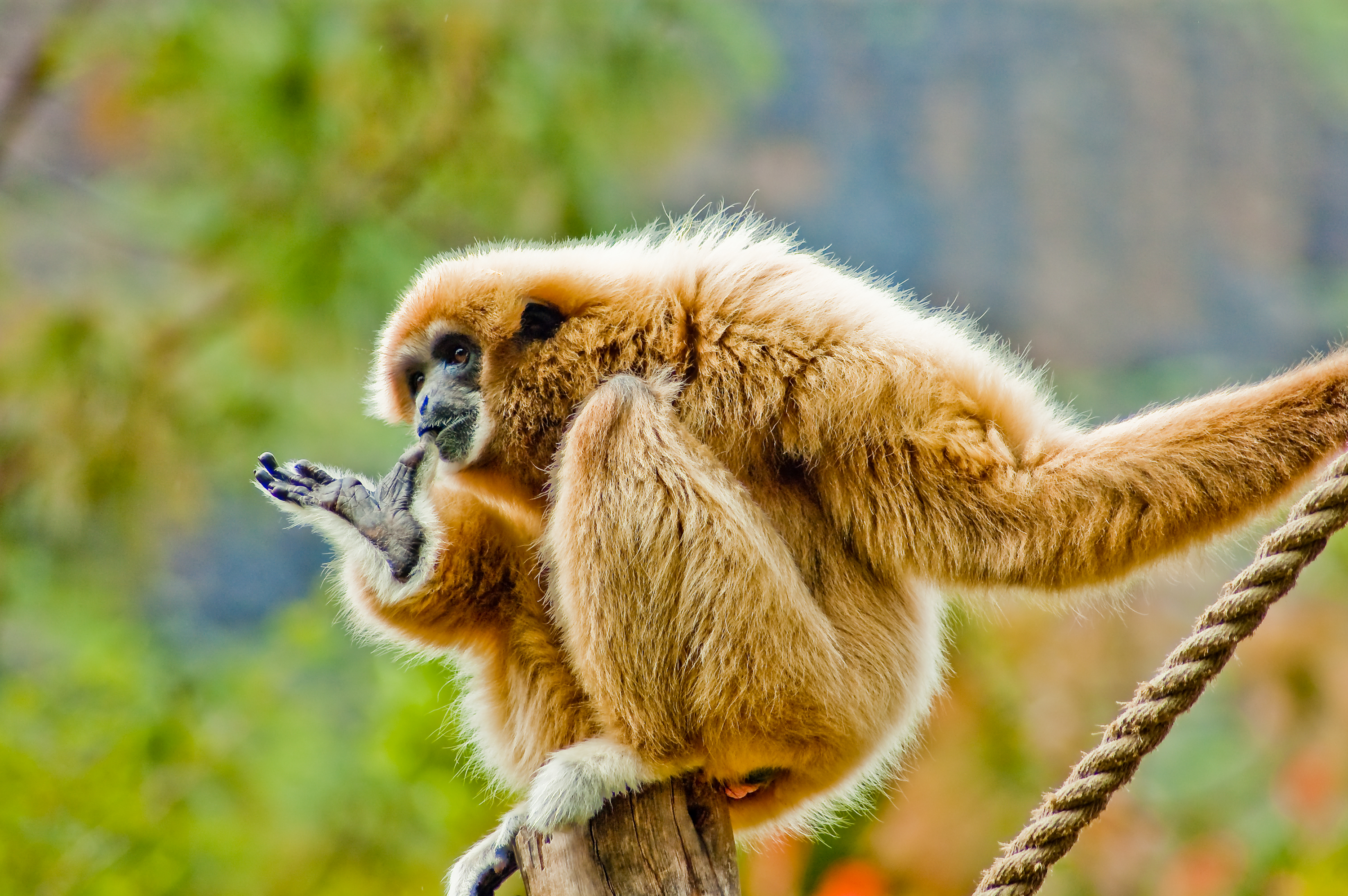
Gibón.

## Historia

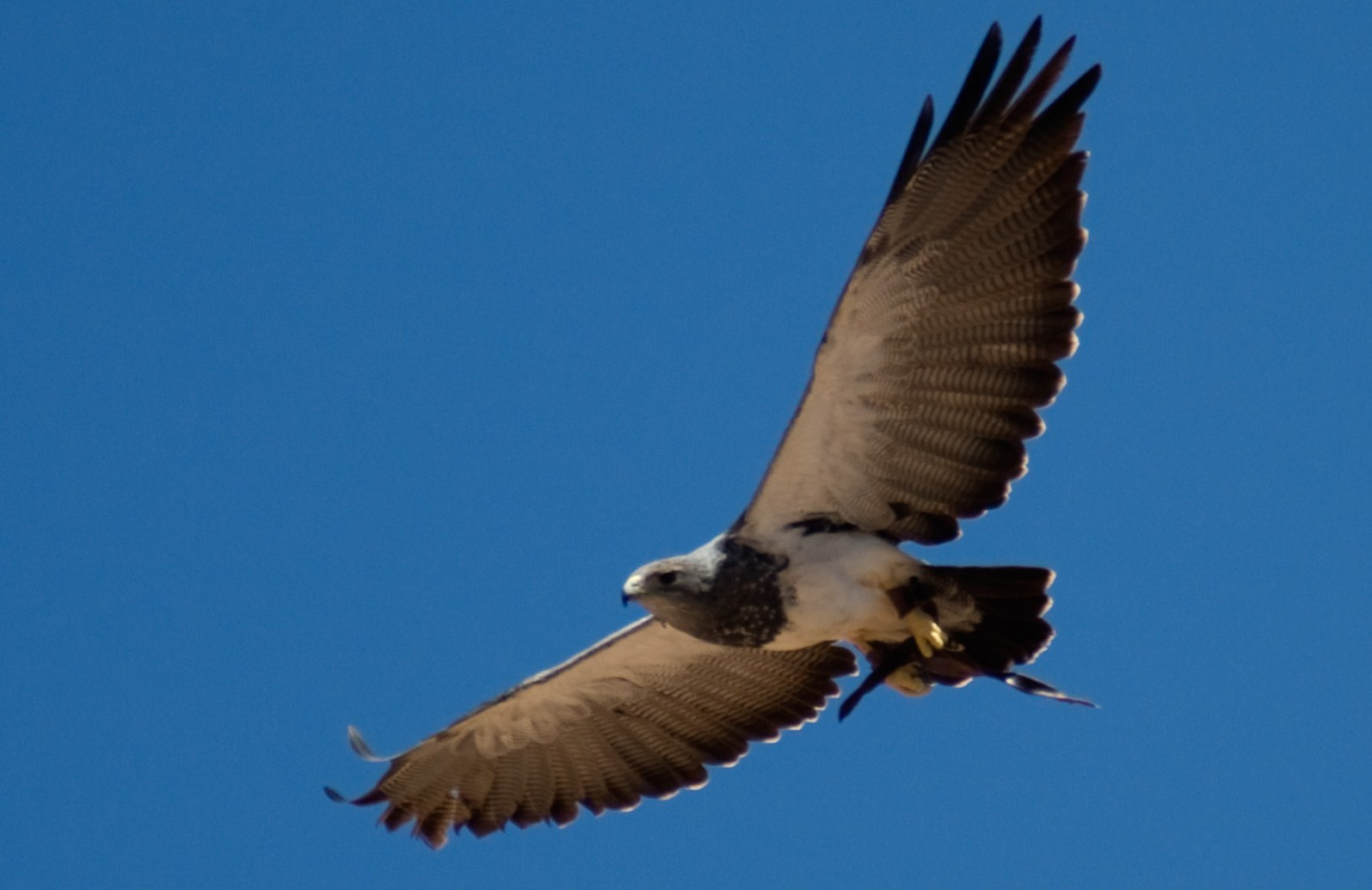
Águila volando durante el show de aves rapaces.

Palmitos Park fue fundado en 1978 por los alemanes Karl Uwe Bottcher y Claudio Paulmann. Comenzó como un parque botánico y ornitológico y con el tiempo fue creciendo con nuevas atracciones, especies animales, flores y plantas. En 1996 Palmitos Park fue adquirido por el Grupo Aspro Ocio, una de las principales compañías en el sector de parques de ocio en Europa.
En julio de 2007 se produjo un incendio forestal en la isla de Gran Canaria y parte de las llamas invadieron el Barranco de Palmitos. Los animales, principalmente aves rapaces y exóticas, fueron puestos en libertad para que pudiesen escapar del fuego y el humo. Se evacuaron la gran mayoría de los animales salvando 800 ejemplares de unas 250 especies, perecieron sólo unos 50 o 60 animales. La mayoría de las especies puestas en libertad volvieron cuando se apagó el fuego o fueron trasladadas de nuevo al parque.
El parque reabrió sus puertas en agosto de 2008 con una inversión de unos 10 millones de euros. En la actualidad el parque está completamente remodelado con nuevas y modernas instalaciones, y los jardines totalmente recuperados.

## Premios y reconocimientos
El parque está considerado por el portal de opinión TripAdvisor como la primera entre 14 atracciones que ofrece la zona turística de Maspalomas y una de las más importantes de Gran Canaria. El 16 de marzo de 2013 recibió el premio Roque Nublo de Plata al Turismo otorgado por el Cabildo Insular de Gran Canaria en reconocimiento a su respeto al medio ambiente y por su atractivo turístico embelleciendo el entorno natural de la isla.